# كاتارينا زينب
كاتارينا، وأحيانًا كاترينا، زيناب (1848-1921) كانت مبشّرة كاثوليكيّة سودانيّة .
كانت تنتمي إلى شعب الدينكا،  ولدت في إحدى قراهم، درست في إرسالية الصليب المقدّس قبل السفر مع دانييل كومبوني، المبشّر الإيطالي، إلى الخرطوم عام 1860. كونها تتقن اللغة الدينكاوية واللغة العربية، ساعدت المبشّرين الأجانب في تطوير قاموس وكتاب قواعد اللغة الدينكاوية. سافرت إلى فيرونا في إيطاليا للدراسة قبل أن تعود إلى الخرطوم عام 1873 للتدريس في مدارس الإرسالية. أمضت حياتها المهنية بأكملها كمبشّرة في الخرطوم، القاهرة، و أم درمان، وبشّرت بين الدينكا، الذين كان الكثير منهم عبيدا في تلك المدن. وقد أطلق عليها لقب «ربما أول مبشرة مسيحية دينكاوية».